# Wayne Messam
Wayne Martin Messam, né le 7 juin 1974 à South Bay, en Floride, est un homme d’affaires et homme politique américain, maire de Miramar depuis 2015. Il est candidat à la primaire démocrate en vue des élections présidentielles de 2020. Il se retire de la course le 20 novembre 2019.